# 2012年ロンドンオリンピックの卓球競技
2012年ロンドンオリンピックの卓球競技（2012ねんロンドンオリンピックのたっきゅうきょうぎ）は、2012年7月28日から8月8日までの日程でエクセル展覧会センターアリーナ1で実施された。男女それぞれ86名、合計172名により4つの種目でメダルが争われた。男女シングルスに加え、2008年の北京オリンピックよりダブルスが廃止され、団体戦が行われている。

## 予選
ホスト国のイギリスからは男子3名、女子3名の6選手が自動的に出場権を獲得している。男女シングルスに少なくとも1人が出場可能。
2011年5月に行われた第51回世界卓球選手権個人戦終了後に国際卓球連盟から発表された世界ランキングの上位28名ずつは自動的に出場権を獲得する。ただしシングルスに出場可能なのは各国男女それぞれ2名までであるため、世界ランキングが28位より下位の選手にも出場権は与えられる。その他に大陸別選手権で40名ずつ、2012年5月の世界最終予選で2名、国際卓球連盟推薦で1名にも割り当てられた。
団体戦については、イギリスを除き2012年の第51回世界卓球選手権団体戦の結果と、シングル出場権獲得者数に基づいて決定された。団体戦の出場権を獲得したチームから3人目のメンバーが出場可能。

## 競技結果
| 階級           | 金                          | 銀                                    | 銅                                                                          |
| -------------- | --------------------------- | ------------------------------------- | --------------------------------------------------------------------------- |
| 男子シングルス | 張継科 中国 (CHN)           | 王皓 中国 (CHN)                       | ドミトリー・オフチャロフ ドイツ (GER)                                       |
| 男子団体       | 中国 (CHN) 張継科 王皓 馬龍 | 韓国 (KOR) 朱世赫 呉尚垠 柳承敏       | ドイツ (GER) ティモ・ボル ドミトリー・オフチャロフ バスティアン・シュテガー |
| 女子シングルス | 李暁霞 中国 (CHN)           | 丁寧 中国 (CHN)                       | フェン・ティアンウェイ シンガポール (SIN)                                   |
| 女子団体       | 中国 (CHN) 丁寧 郭躍 李暁霞 | 日本 (JPN) 石川佳純 福原愛 平野早矢香 | シンガポール (SIN) フェン・ティアンウェイ ワン・ユエグ リ・ジャウェイ       |

## 国・地域別のメダル獲得数
| 順   | 国・地域           | 金 | 銀 | 銅 | 計 |
| ---- | ------------------ | -- | -- | -- | -- |
| 1    | 中国 (CHN)         | 4  | 2  | 0  | 6  |
| 2    | 日本 (JPN)         | 0  | 1  | 0  | 1  |
| 2    | 韓国 (KOR)         | 0  | 1  | 0  | 1  |
| 4    | ドイツ (GER)       | 0  | 0  | 2  | 2  |
| 4    | シンガポール (SIN) | 0  | 0  | 2  | 2  |
| 合計 | 合計               | 4  | 4  | 4  | 12 |